# Гремяченский сельсовет (Курская область)
Гремя́ченский сельсове́т — упразднённая административно-территориальная единица, существовавшая до 1973 года в составе Железногорского района Курской области.
Административным центром была деревня Гремячье.

## География
Располагался на северо-востоке района. Граничил с Волковским, Курбакинским, Андросовским и Большебобровским сельсоветами, а также с Орловской областью. По территории сельсовета протекала река Песочная.

## История
Образован в 1918 году. По состоянию на 1926 год входил в состав Волковской волости Дмитровского уезда Орловской губернии. В 1928 году вошёл в состав Михайловского (ныне Железногорского) района. Упразднён в середине 1973 года в связи с отводом земель для строительства гидроотвала Михайловского горно-обогатительного комбината на реке Песочной. При этом часть населённых пунктов сельсовета была упразднена, а их жители переселены в Железногорск, часть — передана в состав соседних сельсоветов (Большебобровского и Волковского).

## Населённые пункты
Ниже представлен список населённых пунктов Гремяченского сельсовета по состоянию на 1955 год:
| №  | Населённый пункт | Тип населённого пункта |
| -- | ---------------- | ---------------------- |
| 1  | Гремячье         | деревня, адм. центр    |
| 2  | Агрономический   | посёлок                |
| 3  | Азаровский       | посёлок                |
| 4  | Андреевка        | деревня                |
| 5  | Громова Дубрава  | посёлок                |
| 6  | Моховое          | деревня                |
| 7  | Новогодник       | посёлок                |
| 8  | Озерки           | посёлок                |
| 9  | Светлый Дунай    | посёлок                |
| 10 | Сергеевский      | посёлок                |
| 11 | Семёновский      | посёлок                |
| 12 | Толбузево        | деревня                |

## Председатели сельсовета
Список неполный:
- Форшенев Иван Порфирьевич (1918—?)
- Гоняев Стефан Григорьевич (1920-е годы)
- Козлов (1930 год)
- Рябиков (?—1934)
- Хохлов (1935 год)
- Музалёв (1937 год)
- Ерохин Дмитрий Илларионович (?—1941)[2]
- Богомазов В. А. (1940-е)
- Кулаков (1953 год)
- Гудов Василий Михайлович (1955 год)
- Карчуков М. М. (1955 год)
- Королёв (1956 год)
- Дуденков А. (начало 1960-х)
- Кирюхин С. М. (1965 год)